# Svetlana Kitić
Svetlana Kitić (cirílico: Светлана Китић, 7 de junio de 1960, Tuzla, República Socialista de Bosnia-Herzegovina, República Federativa Socialista de Yugoslavia) es una exjugadora de balonmano yugoslava y serbobosnia que compitió en los Juegos Olímpicos de 1980 y 1984 con el equipo yugoslavo, y como parte del equipo bosnio en la década de 2000.

## Trayectoria
Comenzó en el baloncesto y el atletismo, pero su primer entrenador, Branko Dešić la convenció para realizar balonmano. En 1977 fue nombrada mejor jugadora juvenil de balonmano del mundo tras ganar el Campeonato Mundial de Balonmano Femenino Junior. Dos años más tarde volvió al Mundial Junior y fue medalla de bronce. En 1979 también se adjudicó la medalla de oro en los Juegos Mediterráneos celebrados en Split.
Participó junto al equipo nacional de Yugoslavia en el Campeonato Mundial Femenino de Balonmano de 1978, donde obtuvo la quinta plaza. Dos años más tarde participó en los Juegos Olímpicos de Moscú 1980 obteniendo la medalla de plata por detrás de la Unión Soviética. En los siguientes Juegos Olímpicos, en Los Ángeles 1984, no cedieron ninguna victoria y se adjudicaron la medalla de oro. En 1986 disputó como capitana el Campeonato Mundial Femenino de Balonmano de 1986, finalizando en sexto lugar. Reapareció nuevamente como capitana del equipo nacional en el Campeonato Mundial Femenino de Balonmano de 1990, donde se adjudicó la medalla de plata.
En 2008 anunció su retorno al Radnicki en segunda división, donde jugó con su hija Mara Bogunović.

## Palmarés
- Campeonato Mundial Femenino de Balonmano de 1990 - medalla de plata.
- Juegos Olímpicos de Moscú en 1980 - medalla de plata.[3]
- Juegos Olímpicos de Los Ángeles en 1984 - medalla de oro.[3]
- Con el ŽRK Radnički Belgrade ganó la Liga de Campeones de la EHF femenina en 1980 y 1984.[3]
- Con el ŽRK Radnički Belgrade ganó la Recopa de Europa de Balonmano femenina en 1986.[3]
- En 1988 fue declarada la Jugadora Mundial del Año.[3][5]
- Mejor jugador femenino de balonmano de todos los tiempos (2010).[3][6]
- Personalidad del año en 2011.[7]